# SPECULOOS

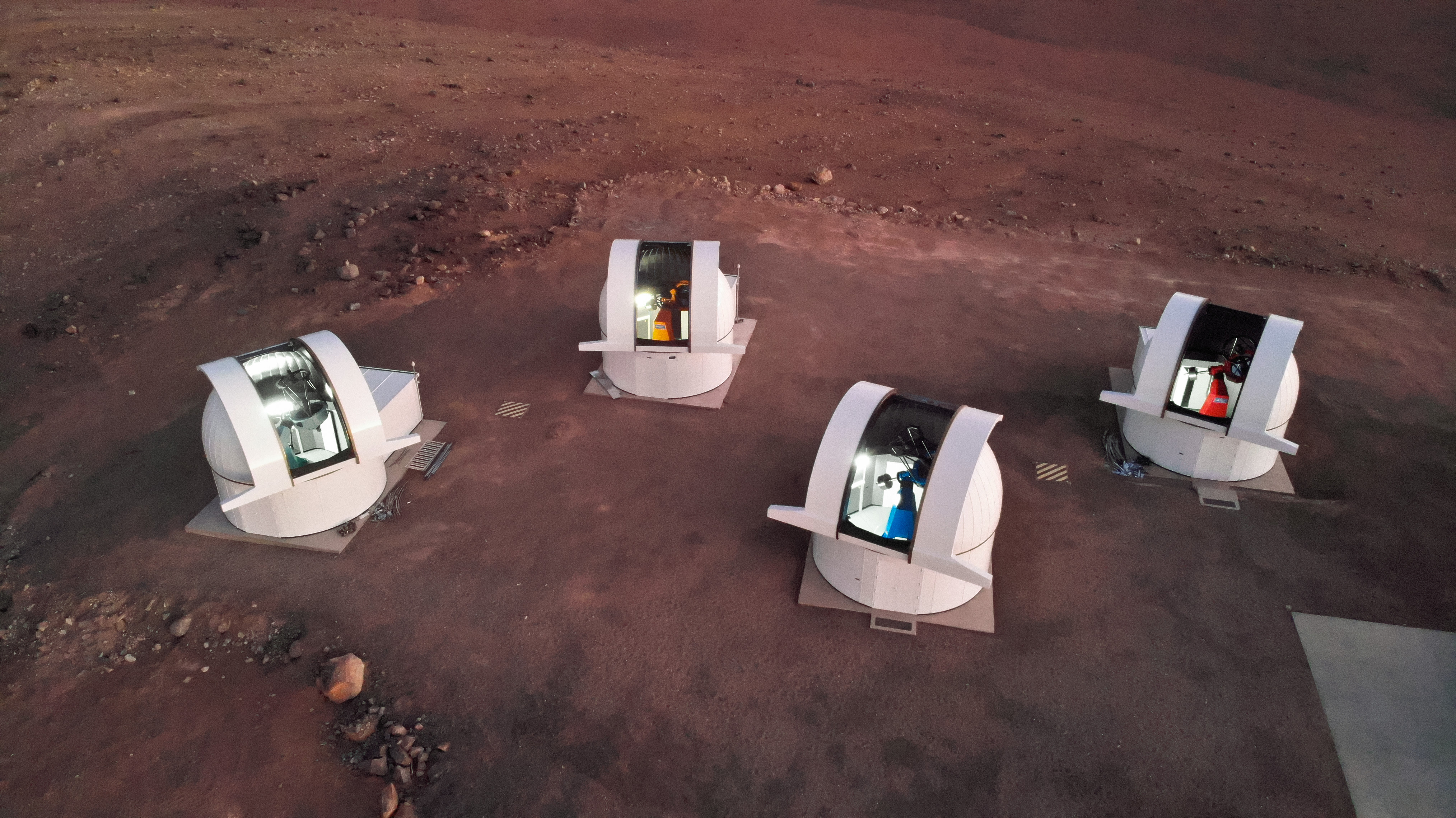
SPECULOOS Southern Observatory（SSO）

SPECULOOS（Search for habitable Planets EClipsing ULtra-cOOl Stars）とは、チリのパラナル天文台にあるSPECULOOS Southern Observatory（SSO）とテネリフェ島のテイデ天文台にあるSPECULOOS Northern Observatory（SNO）で構成されるプロジェクトである。
SSOは、ASTELCO製の口径1 mのリッチー・クレチアン式望遠鏡4台で構成されている。各望遠鏡にはNTM-1000ロボットマウントが装備されており、1000個の超低温矮星と褐色矮星の周囲を公転している地球サイズの太陽系外惑星を探索する。2019年6月の時点でSNOは1台の望遠鏡で構成されているが、将来的には最大3台の望遠鏡が追加される可能性がある。SPECULOOSはSAINT-EXとTRAPPISTによって補完されている。

## 概要
超低温矮星と褐色矮星は半径が小さいため、惑星によるトランジットがより深くなる。これにより、超低温矮星や褐色矮星の周囲によく見られると予測されている地球型惑星を検出することが可能になるとみられる。TRAPPIST-1系は、超低温矮星のハビタブルゾーンで地球型惑星が形成されることを示した。褐色矮星の場合、トランジットを起こす太陽系外惑星を持つ1つの惑星系を発見するには、褐色矮星のうち175個を継続的に観測する必要があると予測されている。
SPECULOOSは運用中、各望遠鏡は観測対象となる1つの天体を約10夜にわたって観測する。この観測は、ハビタブルゾーンに存在する太陽系外惑星を発見するために各天体に対して最適な観測期間が設定されている。南半球で観測対象になっている500個の天体を観測するには、1200夜が必要となる。恒星の周囲のハビタブルゾーン内を公転する太陽系外惑星を発見するには、1つの天体を継続的に観測する必要がある。このような惑星はトランジットを起こす時間が短いことが予想され、15分程度になることもある。

## 各望遠鏡とファーストライト

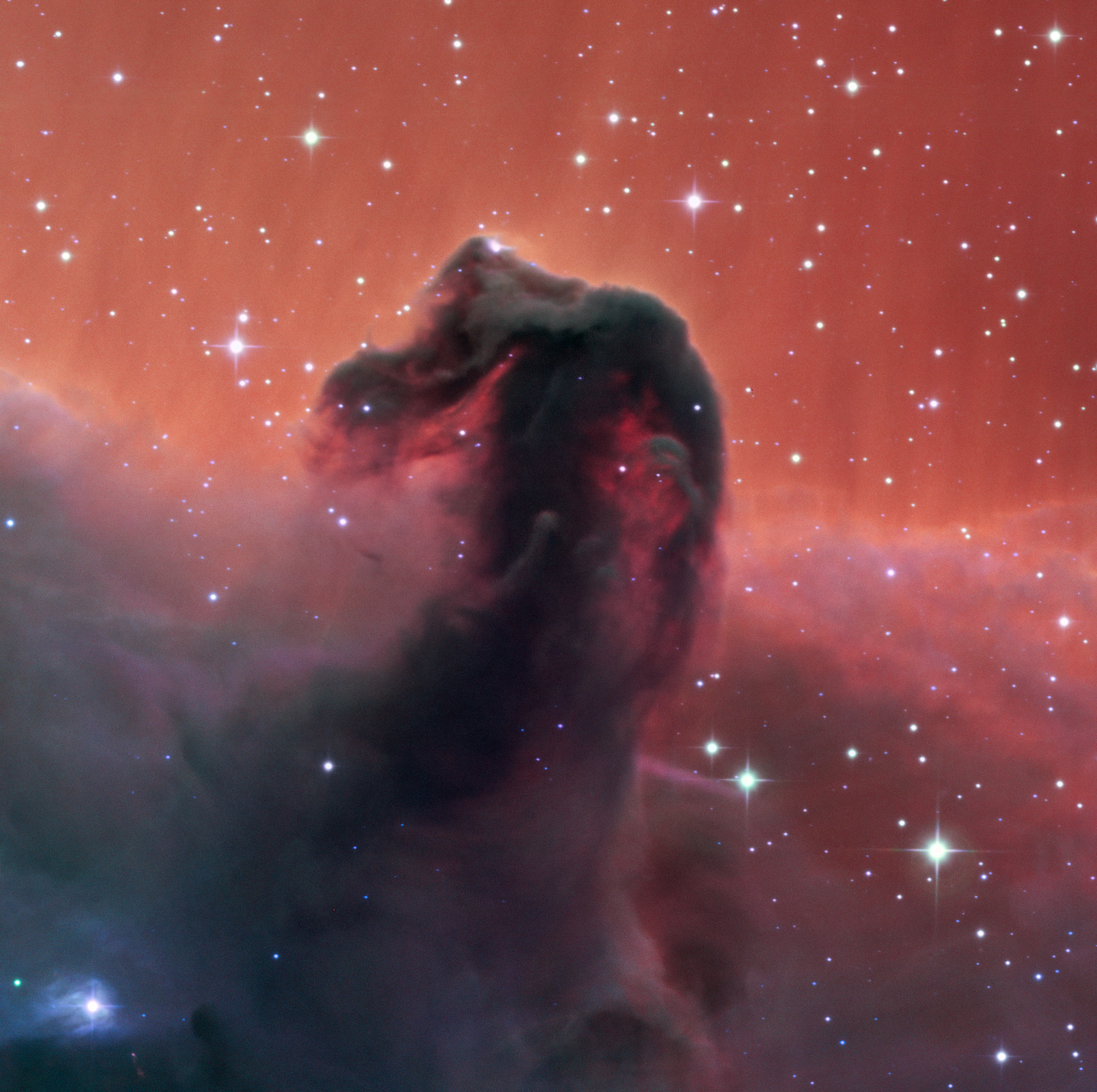
SSOのカリスト望遠鏡によるファーストライト画像。馬頭星雲が写っている。

SSOは、エウロパ、イオ、カリスト、ガニメデという名称の4つの望遠鏡で構成されている。望遠鏡は、太陽系内で最も重い惑星である木星の周囲を公転しているガリレオ衛星にちなんで名付けられている。最初の望遠鏡であるエウロパは、2017年4月にファーストライトが行われた。2番目の望遠鏡であるイオは、2017年10月に運用を開始した。2019年12月の時点で、SSOのすべての望遠鏡が運用中である。ESOは、2018年12月5日にSSOのファーストライト画像を公開した。望遠鏡は、イータカリーナ星雲、馬頭星雲、渦巻銀河であるM83の画像も撮影した。アルテミスは、SNOの最初の望遠鏡であり、2019年6月20日に運用を開始した。
4つの望遠鏡で行われるロボットを利用した観測は、ACP Expertプログラムによって制御されている。各望遠鏡には、Andorのペルティエ冷却 Deeply Depleted 2K × 2K CCDカメラが装備されており、望遠鏡の視野は12×12分角である。

## 波長
直径1 mの望遠鏡4台には、近赤外線に感度のあるカメラが搭載されている。超低温矮星や褐色矮星が放射する電磁波のほとんどが近赤外線である。検出器は700～1000 nmの波長に最適化されており、良好なシーイング条件でJバンド等級14以上の超低温矮星を観測する。

## 連携
SPECULOOSには、リエージュ大学のMichaël Gillonのリーダーシップの下、リエージュ大学（ベルギー）、バーミンガム大学（イギリス）、ケンブリッジのキャヴェンディッシュ研究所（イギリス）、ベルン大学（スイス）、マサチューセッツ工科大学（アメリカ）、カナリア天体物理研究所（スペイン）、キング・アブドゥルアズィーズ大学（サウジアラビア）の科学者が参加している。ヨーロッパ南天天文台（ESO）は、パラナル天文台でSSOをサポートし、主に運用している。

## 名称
TRAPPISTのようなリエージュ大学の他の宇宙観測プロジェクトと同様に、「Search for habitable Planets EClipsing ULtra-cOOl Stars」という名称は、ベルギーの食べ物を指すバクロニムである。この場合は、Speculoosとして知られるスパイス入りビスケットである。

## 観測成果
SPECULOOSのファーストライトデータにより、食連星の褐色矮星である2M1510Aが明らかになった。これは、これまでに発見された中で2番目の食連星褐色矮星である。SPECULOOSのデータは、低質量食連星の特徴を明らかにするのに有用であり、新しい種類の高速回転する低質量星のフォローアップ観測において重要な役割を果たしている。
SPECULOOSは、太陽系外惑星K2-135b、惑星系TOI-175、及び惑星系TOI-178の発見に関与した。SPECULOOSプロジェクトの一部であるSAINT-EXは、TOI-1266の周囲を公転している惑星の発見に貢献した。
2022年、SPECULOOSを使用してLP 890-9の周囲を公転している2つのスーパーアース（1つはハビタブルゾーン内に位置する）が発見されたことが発表された。このことから、LP 890-9にはSPECULOOS-2という名称が与えられている。なお、SPECULOOS-1はTRAPPIST-1の別名として与えられている。
2024年、超低温矮星SPECULOOS-3（LSPM J2049+3336）の周囲に公転周期の短い地球サイズの惑星が存在することが発表された。

### 発見した惑星の一覧
次の一覧は太陽系外惑星エンサイクロペディアとNASA Exoplanet Archiveのデータに基づき、それ以外のデータを使用する場合は出典欄に出典を提示している。潜在的な居住可能性がある惑星には水色の背景をつけている。2024年9月28日時点で10個の惑星が発見されている。